# Concursul Muzical Eurovision 2001
Concursul Muzical Eurovision 2001 a fost a patruzeci și șasea ediție a concursului muzical Eurovision. Țara câștigătoare a fost Estonia, acumulând 198 de puncte.

## Rezultatele
| Locul | Puncte | Cântec                   | Artist                          | Țară                  |
| 1.    | 198    | Everybody                | Tanel Padar & Dave Benton & 2XL | Estonia               |
| 2.    | 177    | Never Ever Let You Go    | Rollo & King                    | Danemarca             |
| 3.    | 147    | (I Would) Die For You    | Antique                         | Grecia                |
| 4.    | 142    | Je n'ai que mon âme      | Natasha St-Pier                 | Franța                |
| 5.    | 100    | Listen To Your Heartbeat | Friends                         | Suedia                |
| 6.    | 76     | Dile que la quiero       | David Civera                    | Spania                |
| 7.    | 70     | Energy                   | Nuša Derenda                    | Slovenia              |
| 8.    | 66     | Wer Liebe Lebt           | Michelle                        | Germania              |
| 9.    | 48     | Another Summer Night     | Fabrizio Faniello               | Malta                 |
| 10.   | 42     | Strings Of My Heart      | Vanna                           | Croația               |
| 11.   | 41     | Sevgiliye son            | Sedat Yüce                      | Turcia                |
| 12.   | 37     | Lady Alpine Blue         | Mumii Troll                     | Rusia                 |
| 13.   | 35     | U Got Style              | Skamp                           | Lituania              |
| 14.   | 29     | Hano                     | Nino Pršeš                      | Bosnia și Herțegovina |
| 15.   | 28     | No Dream Impossible      | Lindsay Dracass                 | Regatul Unit          |
| 16.   | 25     | En Davar                 | Tal Sondak                      | Israel                |
| 17.   | 18     | Só sei ser feliz assim   | MTM                             | Portugalia            |
| 18.   | 16     | Too Much                 | Arnis Mednis                    | Letonia               |
| 19.   | 16     | Out on my own            | Michelle Courtens               | Țările de Jos         |
| 20.   | 11     | 2 Long                   | Piasek                          | Polonia               |
| 21.   | 6      | Without Your Love        | Gary O'Shaughnessy              | Irlanda               |
| 22.   | 3      | Angel On My Own          | Two Tricky Haldor Lægreid       | Islanda Norvegia      |